# Mellette County
Mellette County är ett administrativt område i delstaten South Dakota, USA, med 2 048 invånare. Den administrativa huvudorten (county seat) är White River.

## Geografi
Enligt United States Census Bureau så har countyt en total area på 3 392 km². 3 384 km² av den arean är land och 8 km² är vatten. 

### Angränsande countyn
- Jones County, South Dakota - nord
- Lyman County, South Dakota - nordost
- Tripp County, South Dakota - öst
- Todd County, South Dakota - syd
- Jackson County, South Dakota - väst